# Wieseria scotlandica
Wieseria scotlandica is een rondwormensoort uit de familie van de Oxystominidae. De wetenschappelijke naam van de soort is voor het eerst geldig gepubliceerd in 1983 door Zhang.